# Кубок обладателей Суперкубка Либертадорес
Кубок обладателей Суперкубка Либертадорес — футбольный турнир, разыгранный в 1992 и 1995 году. Участниками турнира были обладатели Суперкубка Либертадорес.

## Победители
| Год        | Финал               | Финал               | Финал               |
| Год        | Победитель          | Счёт                | Финалист            |
| ---------- | ------------------- | ------------------- | ------------------- |
| 1992 Обзор | Бока Хуниорс        | 2 — 1               | Крузейро            |
| 1994 Обзор | Крузейро            | 0 — 0, 1 — 0        | Олимпия             |
| 1998 Обзор | Турнир был отменён. | Турнир был отменён. | Турнир был отменён. |